# Zapadnoeuropska unija
Zapadnoeuropska unija (eng. Western European Union (WEU), fr. Union de l'Europe occidentale (UEO)) je međunarodna organizacija i vojni savez koji je naslijedio Zapadnu uniju nakon potpisivanja amandmana na Briselski ugovor 23. listopada 1954. (tzv. Modificirani briselski ugovor). Uz prvih pet država potpisnica (Belgija, Francuska, Luksemburg, Nizozemska, Velika Britanija) ovim se amandmanom omogućuje pridruživanje savezu i Italiji i Njemačkoj. Ugovor obvezuje države potpisnice na zajedničku obranu u slučaju agresije, a suradnja na gospodarskom, socijalnom i kultrunom planu prenesena je na Vijeće Europe. Savez je kasnije je prerasao u europsku obrambenu i sigurnosnu organizaciju. Prestala je postojati 2011. godine
Zapadnoeuropsku uniju ne treba miješati s Europskom unijom.
Zapadnoeuropska unija imala je rotirajuće šestomjesečno predsjedništvo. Država koja je predsjedavala Europskom unijom također je predsjedavala i Zapadnoeuropskom unijom. Kada je EU-om predsjedavala država koja nije bila punopravna članica Zapadnoeuropske unije, tada je prethodna država, koja je bila članica obje organizacije, nastavljala s predsjedavanjem. 
Države stranke izmijenjenog Ugovora iz Bruxellesa odlučile su okončati ugovor 31. svibnja 2010. godine, s namjerom da se sve preostale aktivnosti WEU dovrše u roku od 15 mjeseci. 30. lipnja 2011. WEU je službeno prestala postojati.

## Članstvo
| Države članice Sve države članice su ujedno i članice NATO-a i Europske unije. Ove države su imale puno pravo glasa. - Francuska - Njemačka - Italija - Ujedinjeno Kraljevstvo - Belgija - Nizozemska - Luksemburg - Portugal (1990.) - Španjolska (1990.) - Grčka (1995.) Države promatračice: Države promatračice su članice EU, ali ne i NATO-a. 1 - Danska 1 - Irska - Austrija (1995.) - Švedska (1995.) - Finska(1995.) 1 Danska je izuzetak. Prema Ugovoru iz Maastichta, Danska ne sudjeluje u Europskoj sigurnosnoj i obrambenoj politici, stoga nije niti u punopravnom članstvu Zapadnoeuropske unije, iako je članica NATO-a. | Pridružene članice: Pridruženo članstvo uključuje države članice NATO saveza, ali ne i EU. Iako su Poljska, Mađarska i Češka postale članice EU, one su i dalje pridružene članice. - Turska - Norveška - Island - Poljska (1999.) - Češka (1999.) - Mađarska (1999.) Pridružene partnerske zemlje: Države koje nisu bile niti članice NATO saveza, niti EU. Kasnije su ušle u obje organizacije. - Estonija - Latvija - Litva - Slovačka - Bugarska - Rumunjska - Slovenija (1996) |

## EUROFOR
EUROFOR je naziv za višenacionalne snage za brzo djelovanje, sastavljena od pripadnika Francuske, Italije, Španjolske i Portugala. Snage su ustanovljene 1995. i izravno su odgovorni Zapadnoeuropskoj uniji.

## Vanjske poveznice
- http://www.weu.int/